# 孙岗镇
孙岗镇，是中华人民共和国安徽省六安市金安区下辖的一个乡镇级行政单位。

## 行政区划
孙岗镇下辖以下地区：
街道社区、孙岗村、晓天村、平岗村、红堰村、连墩村、昭庆寺村、东堰村、松墩村、黄仓坊村、新桥村、孤堰村、思古潭村、宣郢村、青龙村、南五十铺村、裕民村、花水堰村、江家畈村、何大楼村、黄小店村、黄堰村和高杭村。